# Parti socialiste - Front large
Le Parti socialiste - Front large (PS-FA)(Partido Socialista - Frente Amplio) est un parti politique équatorien fondé en 1995. Il soutient le président Rafael Correa et est membre de l'Alianza País. Il est membre de la COPPPAL.